# Gnistan (tidning)
Gnistan var en svensk politisk tidning, utgiven av Kommunistiska Förbundet Marxist-Leninisterna (KFML), senare från 1973 SKP och från 1986 Solidaritetspartiet. Den klassades som en dagstidning med utgivningsperioden 12 januari 1979 till 19 december 1986 av Kungliga Biblioteket.

## Historik
1967 startades tidningen ML-Gnistan inom den maoistiska oppositionen hos dåvarande SKP (grundat 1917, i dag Vänsterpartiet). När sedan KFML grundades år 1967 som en utbrytargrupp ur dåvarande SKP – som samma år bytt namn till VPK – då många, framför allt yngre kommunister med maoistiska eller stalinistiska åsikter, ansåg partiet gå i en allt mer revisionistisk riktning, blev Gnistan namnet på det nya förbundets tidskrift. 
Gnistan gavs först ut som en spritstencilerad, oregelbundet utkommande tidskrift, senare stencilerad, men blev snart offsettryckt veckotidning. Efter att KFML, som bytt namn till SKP, ändrat namn till Solidaritetspartiet utgavs tidningen under namnet Solidaritets-Gnistan 1987–1989. Då togs M-L bort ur titeln.
Gnistan nådde 1976 officiellt en upplaga på 17 000 exemplar och började också distribueras genom Pressbyrån. Dess finskspråkiga version, Kipinä, utkom med tolv nummer årligen. I slutet var upplagan bara runt 2000 exemplar.
Under sista delen av 1960-talet och första delen av 1970-talet kom Gnistan att tjäna som förebild för den norska tidningen Klassekampen.
Utgivningsfrekvensen var en gång i veckan till 9 mars 1979, sedan två gånger i veckan onsdag och fredag till 11 april 1979, men sedan åter en gång per vecka fredagar till slutet av 1981, då publiceringsdagen byttes till torsdagar till 15 augusti 1986 då tidningen bara publicerades 1–2 gånger i månaden, för att helt upphöra som dagstidning 19 december 1986.
De sista åren 1987–1989 var tidningen en tidskrift.
Gamla redaktören för Gnistan Stefan Lindgren driver i dag en blogg som heter Gnistan.

## Redaktion
Redaktionsorten var inledningsvis Göteborg men som dagstidning hela tiden Stockholm. KFML:s avdelning i Göteborg försvagades mycket då KPML(r) bildades 1970, och redaktionen flyttade till Stockholm när Nils Holmberg lämnade redaktörsstolen
Organisationsanknytningen var 1979 till 22 september 1986 Sveriges kommunistiska parti och blev sedan 1986 Solidaritetspartiet. 1987–1989 var tidningen en tidskrift anknuten till Solidaritetspartiet.
| Period                | Ansvarig utgivare         | Period                | Redaktör          |                              |                          |
| 1967–1971             | ?                         | 1967–1971             | Nils Holmberg     | Spritdublicerad, stencilerad |                          |
|                       |                           | 1971–1975             | Per Axelson       |                              |                          |
|                       |                           | 1975–1976             | Gunnar Ohrlander  |                              |                          |
|                       |                           | 1976–1979             | Stefan Lindgren   | Före dagstidningen           |                          |
| 1979-01-12–1979-11-16 | Lindgren, Stefan          | 1979-01-12–1979-11-16 | Stefan Lindgren   |                              | KB bibliografisk uppgift |
| 1979-11-23–1982-02-11 | Pettersson, Roland        | 1979-11-16–1981-01-30 | Christer Lundgren |                              | KB bibliografisk uppgift |
| 1982-02-18–1986-10-14 | Engberg, Per-Erik (Peppe) | 1981-02-06–1986-10-14 | Peppe Engberg     |                              | KB bibliografisk uppgift |
| 1986-11-28–1986-11-28 | uppgift saknas            | 1986-11-28–1986-11-28 | uppgift saknas    |                              | KB bibliografisk uppgift |
| 1986-12-19–1986-12-19 | Norell, Jan-Olof          | 1986-12-19–1986-12-19 | Sanna Vestin      |                              | KB bibliografisk uppgift |
|                       | ?                         | 1987–1989             | Sanna Vestin      | Tidskrift                    |                          |

## Tryckning
Tryckeri var Ågren och Holmberg Boktryckeri AB i Sala under hela utgivningstiden som dagstidning. Förlaget hette Tidningen Gnistan AB i Stockholm 1979–1986.
Tidningen trycktes i fyrfärg 1979 till 1986. Formatet var som tabloid. Typsnitten var moderna. Sidantalet varierade mellan 12 och 28, 20 sidor 1979, och 1983 nåddes 28 sidor, vilket var maximalt. Priset var 1979 130 kronor och ökade till 310 kronor 1986. Upplagan var liten, 1984 2162 exemplar och 1986 1846 exemplar.